# Liste des députés des citoyens français du Maroc
Lors des deux Assemblées constituantes de la Quatrième République, trois circonscriptions ont servi à faire représenter les citoyens français du Maroc. Cette page présente les cinq députés de ces circonscriptions éphémères.

## Première Assemblée constituante
Lors de la première Assemblée nationale constituante, qui se tient du 21 octobre 1945 au 10 juin 1946, on trouve :
- Jean Léonetti (2 janvier 1899 - 21 février 1972), dans le groupe Socialiste.
- Louis Marie Édouard Dumat (24 décembre 1901 - 28 février 1975), dans le groupe Parti républicain de la liberté. Il avait auparavant été membre de la Chambre des députés durant la XIVe législature de la Troisième République (du 29 avril 1928 au 31 mai 1932), représentant le département de la Seine au sein du groupe Union républicaine démocratique.
- Pierre Parent (5 février 1893 - 18 novembre 1957), dans le groupe Républicains et Résistants.

## Deuxième Assemblée constituante
Lors de la deuxième Assemblée nationale constituante, qui se déroule du 10 juin 1946 au 27 novembre 1946, on trouve :
- Jacques Augarde (13 avril 1908 - 19 juillet 2006), dans le groupe Mouvement républicain populaire.
- Jean Léonetti (2 janvier 1899 - 21 février 1972), toujours au sein du groupe Socialiste.
- Jean Jullien (17 mars 1898 - 22 mai 1952), au sein du groupe Parti républicain de la liberté.